# Trzebień, huyện Stargardzki
Trzebień [ˈtʂɛbjɛɲ] (tiếng Đức: Lupoldsruh) là một ngôi làng thuộc khu hành chính của Gmina Dolice, thuộc hạt Stargard, West Pomeranian Voivodeship, ở phía tây bắc Ba Lan. Nó nằm khoảng 5 kilômét (3 mi)   phía bắc Dolice, 16 km (10 mi) về phía đông nam của Stargard và 45 km (28 mi) về phía đông nam của thủ đô khu vực Szczecin.
Trước năm 1945, khu vực này là một phần của Đức. Đối với lịch sử của khu vực, xem Lịch sử của Pomerania.